# Campo dei Tolentini
Il Campo dei Tolentini è un campo di Venezia, situato nel sestiere di Santa Croce, poco distante da piazzale Roma e dalla stazione ferroviaria.
Sul campo si affacciano l'ingresso dell'Istituto universitario di architettura di Venezia e la chiesa di San Nicola da Tolentino.